# Aleksej Michajlovič Čerkasskij
Principe Aleksej Michajlovič Čerkasskij, in russo Алексей Михайлович Черкасский? (28 settembre 1680 – 4 novembre 1742), è stato un nobile e politico russo.

## Biografia
Era il figlio di Michail Jakovlevič Čerkasskij, e di sua moglie, Marfa Nikitična Odoevskaja. Trascorse la sua infanzia a Mosca.

## Carriera
Iniziò la sua carriera politica come stolnik nel 1702. Nel 1719 venne nominato governatore della Siberia. Nel 1724 venne nominato consigliere di Stato e due anni dopo divenne senatore.
Durante l'ascesa al trono di Anna I, Čerkasskij divenne il proprietario terriero più ricco dell'impero. Nel novembre 1740 è stato nominato Gran Cancelliere.

## Matrimoni

### Primo matrimonio
Nel 1706 sposò Agrippina L'vovna Naryškina (?-1709), figlia di Lev Kirillovič Naryškin. La coppia non ebbe figli.

### Secondo matrimonio
Nel 1710 sposò Marija Jur'evna Trubeckaja (1696-1747), figlia di Jurij Jur'evič Trubeckoj. Ebbero una figlia:
- Varvara Alekseevna (1711-1767), sposò il conte Pëtr Borisovič Šeremetev, ebbero sei figli.

## Morte
Alla fine di ottobre 1742, arrivò a Mosca in occasione della celebrazione dell'incoronazione di Elisabetta. A quell'epoca Čerkasskij era malato di reumatismi. Il 4 novembre fu colpito da un terzo colpo di apoplessia e morì.